# Photuris caerulucens
Photuris caerulucens är en skalbaggsart som beskrevs av Barber 1951. Photuris caerulucens ingår i släktet Photuris och familjen lysmaskar. Inga underarter finns listade i Catalogue of Life.